# Daniela Buza

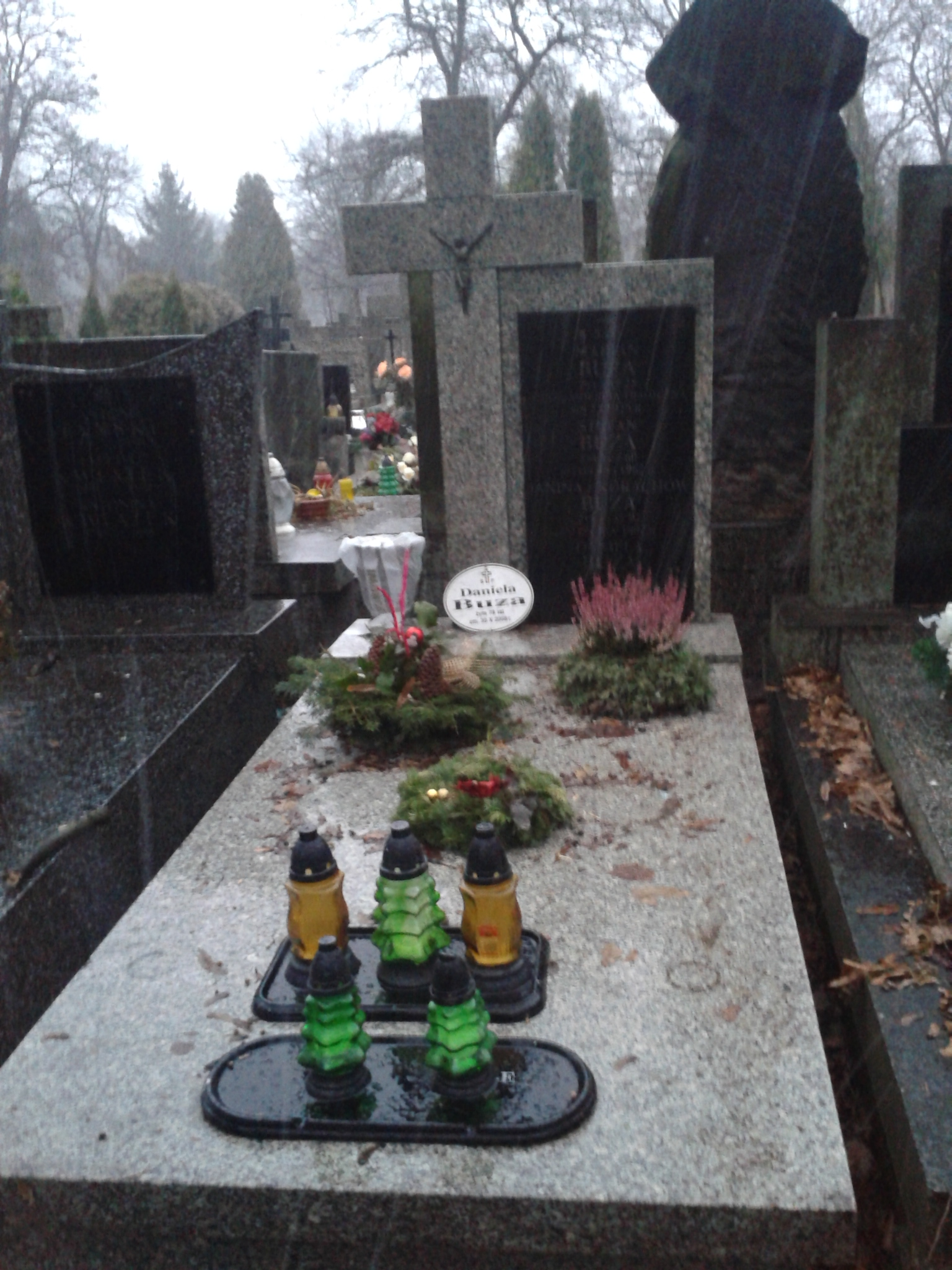
Grób prof. Danieli Buzy na cmentarzu Bródnowskim

Daniela Buza (ur. 25 sierpnia 1930, zm. 30 października 2008 w Warszawie) – polska chemiczka, doktor habilitowany inż. Politechniki Warszawskiej.
Ukończyła Liceum im. Narcyzy Żmichowskiej. W latach 1950–1954 studiowała w Zakładzie Chemii Organicznej Politechniki Warszawskiej, pracę magisterską obroniła pod kierunkiem  prof. dr. hab. Wandy Polaczkowej. W 1964 obroniła pracę doktorską „Sprzężenie i orientacja w układzie 1,2,3-trójfenylobenzenu” także pod opieką profesor Polaczkowej. Rozprawę habilitacyjną „Badanie przebiegu reakcji soli 1,3-ditioliowych z odczynnikami nukleofilowymi” złożyła w 1981. Pracując na Wydziale Chemii osiągnęła tytuł profesora nadzwyczajnego o specjalności chemia organiczna. Od 1983 do 1987 i od 1991 do przejścia na emeryturę w 2000 zajmowała stanowisko kierownika studium doktoranckiego, równolegle w latach 1993-1998 pełniła funkcję kierownika Zakładu Chemii Organicznej. 
Daniela Buza była autorką i współautorką wielu podręczników akademickich oraz publikacji dotyczących chemii organicznej. Odznaczona Złotym Krzyżem Zasługi.
Została pochowana na cmentarzu Bródnowskim (kw. 43E-6-7).